# 輔氏之戰
輔氏之戰，是公元前594年秦國與晉國的一場戰爭。
前594年秋天七月，秦桓公派兵攻打晉國，進軍至輔氏（今陝西省大荔縣）。另一方面，晉景公派遣荀林父出兵攻打赤狄建立的潞國，立黎侯後回晉國。行至雒水時，魏顆與秦國力士杜回於輔氏交手，突見一老人用草編的繩子套住杜回，杜回站立不穩，摔倒在地，當場被俘，晉軍大獲全勝。
原來魏顆的父親魏武子魏犨有一小妾沒有生孩子，魏犨剛剛生病時，命魏顆將小妾另嫁他人，魏犨病危時又命魏顆將小妾用來殉葬。魏犨死後，魏顆將小妾另嫁他人，並說：「這是從父親頭腦清醒時的囑咐。」後來魏顆做夢夢見那位老人，老人說：「我就是那位小妾的父親，這樣做是為了報答你救了我的女兒。